# 王堰镇
王堰镇，是中华人民共和国安徽省阜阳市阜南县下辖的一个乡镇级行政单位。

## 行政区划
王堰镇下辖以下地区：
芦楼村、小集村、堰沟村、孙寨村、胡老郢村、张楼村、李腰村、蔡郢村、刘郢村和关堂村。